# Sphodromantis pavonina
Sphodromantis pavonina es una especie de mantis de la familia Mantidae.

## Distribución geográfica
Se encuentra en Angola Camerún y el Congo.